# Rudolf Firkušný
Rudolf Firkušný (ur. 11 lutego 1912 w Napajedli, zm. 19 lipca 1994 w Staatsburgu w stanie Nowy Jork) – amerykański pianista pochodzenia czeskiego.

## Życiorys
W latach 1920–1927 kształcił się w konserwatorium w Brnie u Růženy Kurzovej w zakresie gry na fortepianie, pobierał też prywatnie lekcje kompozycji u Leoša Janáčka. W latach 1928–1930 odbył uzupełniające studia muzyczne w Konserwatorium Praskim u Viléma Kurza, Rudolfa Karela i Josefa Suka. W 1932 roku uczestniczył prywatnie w letnich kursach muzycznych prowadzonych przez Artura Schnabla. Jako pianista debiutował po raz pierwszy publicznie w Pradze w 1920 roku, wykonując dzieła W.A. Mozarta. Występował w wielu krajach europejskich, w tym w Polsce. W 1933 roku debiutował w Londynie, a w 1938 roku w Nowym Jorku. W 1939 roku wyemigrował z Czechosłowacji do Paryża, skąd w 1940 roku wyjechał do Stanów Zjednoczonych. W 1948 roku uzyskał obywatelstwo amerykańskie. W latach 1943–1944 koncertował w krajach Ameryki Łacińskiej, w 1946 roku wystąpił w Pradze na festiwalu Pražské jaro. Po raz kolejny wystąpił w ojczystym kraju dopiero w 1990 roku, wykonując II Koncert fortepianowy Bohuslava Martinů. Występował z czołowymi orkiestrami światowymi pod batutą najsłynniejszych dyrygentów, koncertował w Europie, Australii i Izraelu. Wykładał w nowojorskiej Juilliard School of Music i w Aspen Music School. Do grona jego uczniów należał Yefim Bronfman.
W jego repertuarze dominowały utwory romantyków niemieckich (m.in. Ludwiga van Beethovena) oraz kompozytorów czeskich (Bedřich Smetana, Antonín Dvořák, Leoš Janáček). Dokonał prawykonań III (1949) i IV (1956) koncertu fortepianowego Bohuslava Martinů oraz I Koncertu fortepianowego Gian Carlo Menottiego (1945) i Koncertu fortepianowego Howarda Hansona (1948). Nagrywał dla wytwórni Columbia Records. Zajmował się także komponowaniem, napisał koncert fortepianowy, kwartet smyczkowy i szereg utworów na fortepian.

## Odznaczenia
- Order Tomáša Garrigue Masaryka I Klasy – CSRF, 1991[5][6].